# GMDS
GMDS (англ. GDP-mannose 4,6-dehydratase) – білок, який кодується однойменним геном, розташованим у людей на короткому плечі 6-ї хромосоми. Довжина поліпептидного ланцюга білка становить 372 амінокислот, а молекулярна маса — 41 950.
| 10         |  | 20         |  | 30         |  | 40         |  | 50         |
| ---------- |  | ---------- |  | ---------- |  | ---------- |  | ---------- |
| MAHAPARCPS |  | ARGSGDGEMG |  | KPRNVALITG |  | ITGQDGSYLA |  | EFLLEKGYEV |
| HGIVRRSSSF |  | NTGRIEHLYK |  | NPQAHIEGNM |  | KLHYGDLTDS |  | TCLVKIINEV |
| KPTEIYNLGA |  | QSHVKISFDL |  | AEYTADVDGV |  | GTLRLLDAVK |  | TCGLINSVKF |
| YQASTSELYG |  | KVQEIPQKET |  | TPFYPRSPYG |  | AAKLYAYWIV |  | VNFREAYNLF |
| AVNGILFNHE |  | SPRRGANFVT |  | RKISRSVAKI |  | YLGQLECFSL |  | GNLDAKRDWG |
| HAKDYVEAMW |  | LMLQNDEPED |  | FVIATGEVHS |  | VREFVEKSFL |  | HIGKTIVWEG |
| KNENEVGRCK |  | ETGKVHVTVD |  | LKYYRPTEVD |  | FLQGDCTKAK |  | QKLNWKPRVA |
| FDELVREMVH |  | ADVELMRTNP |  | NA         |  |            |  |            |

A: Аланін

C: Цистеїн

D: Аспарагінова кислота

E: Глутамінова кислота

F: Фенілаланін

G: Гліцин

H: Гістидин

I: Ізолейцин

K: Лізин

L: Лейцин

M: Метіонін

N: Аспарагін

P: Пролін

Q: Глутамін

R: Аргінін

S: Серин

T: Треонін

V: Валін

W: Триптофан

Кодований геном білок за функціями належить до ліаз, фосфопротеїнів. 
Задіяний у таких біологічних процесах, як ацетилювання, альтернативний сплайсинг. 
Білок має сайт для зв'язування з НАДФ. 